# Svatý Spyridon
Svatý Spyridon z Trimithonu, také Spiridon (asi 270–346) byl křesťanský poustevník, kněz a biskup, narozený a žijící na Kypru, ctěný jako světec v západní i východní církvi.

## Život
Narodil se v chudé rolnické, křesťanské rodině. Jako dítě pásl často ovce, a proto bývá vyobrazován jako pasáček i na ikonách či nástěnných malbách (Sopočani, kolem roku 1260), nebo má alespoň na hlavě čepici pastýře (chrám Kilisi v Göreme). Byl ženatý a měl dceru, později ovdověl. Za vlády císaře Galéria byl zatčen a mučen kvůli odmítnutí obětovat římským bohům. Nějaký čas strávil jako vězeň v rudných dolech, kde prý přišel o pravé oko. Po nástupu císaře Konstantina Velikého byl propuštěn a vrátil se k hospodářství.

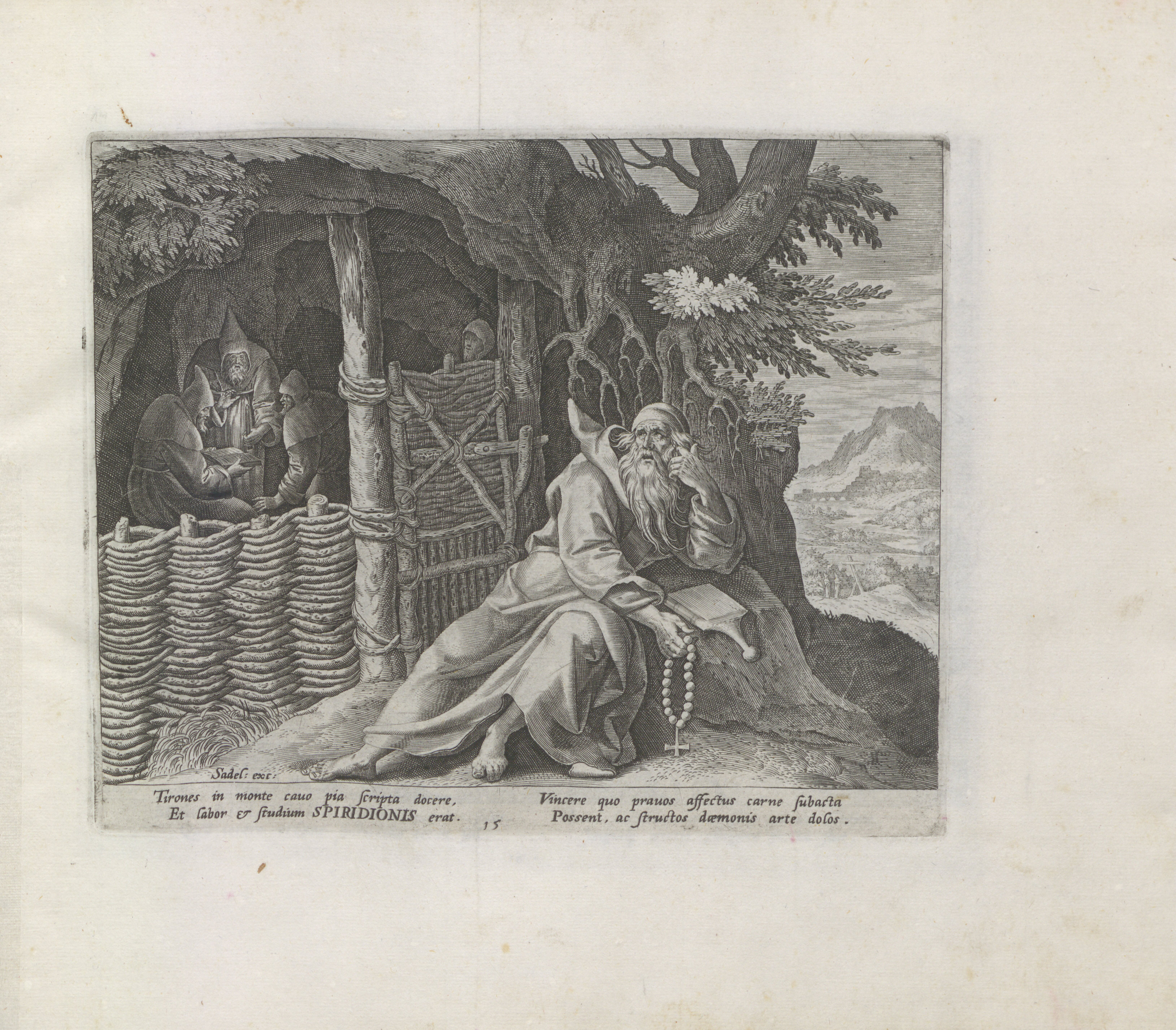
Rafael I. Sadeler: Spyridon jako poustevník (1594-1598)

 V cyklu mědirytin svatých poustevníků Rafaela Sadelera podle předloh Adriaena Collaerta z let 1594-1598 je zpodoben jako eremita.
Pro svůj prostý a zbožný život byl zvolen biskupem v kyperském Trimithonu (řec.Tremetousia). V roce 325 se zúčastnil prvního Nikájského koncilu, kde potíral herezi Ariána, a pravděpodobně také synody v Sardice roku 343.

## Úcta

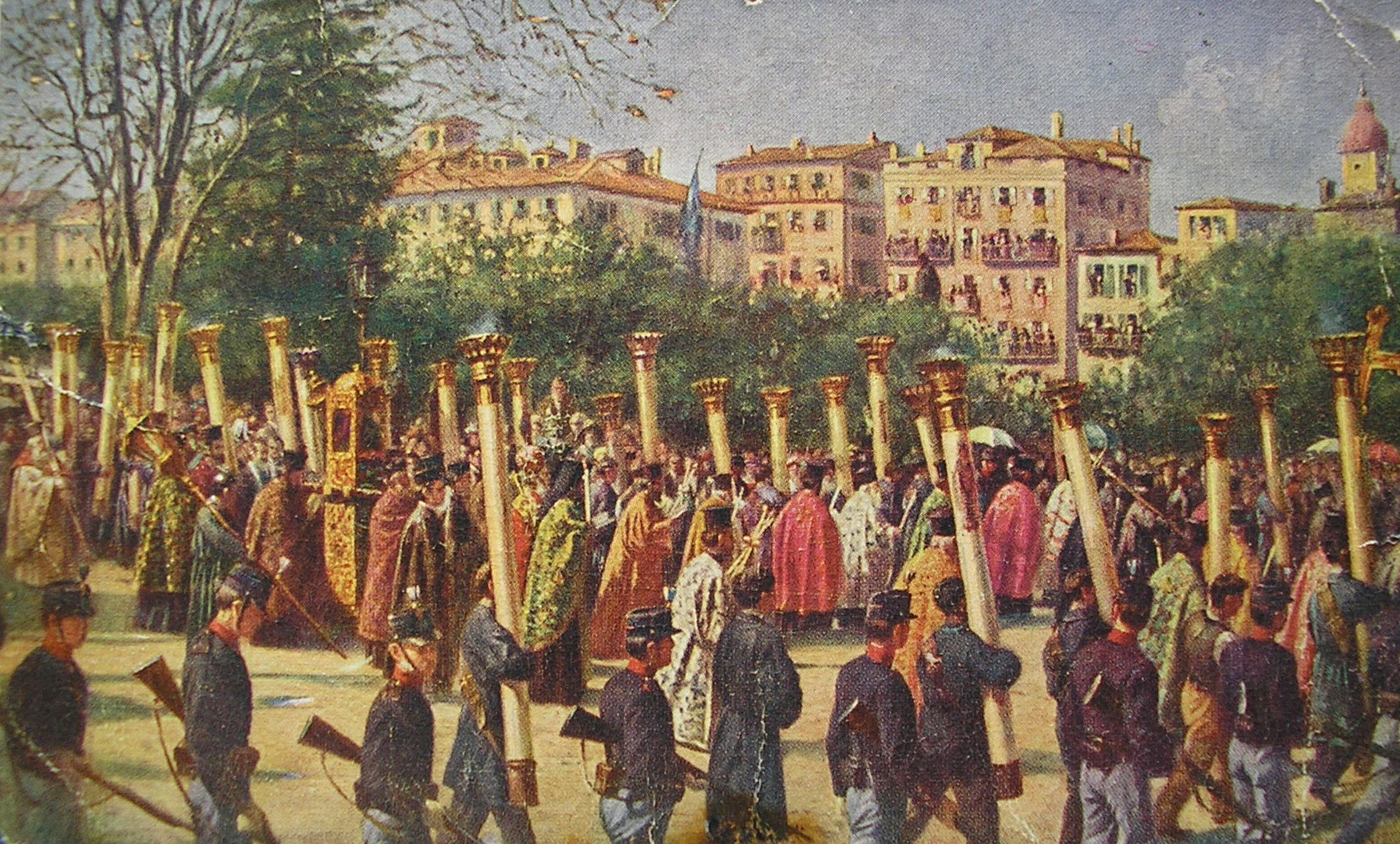
Procesí sv. Spiridona na Korfu, před rokem 1918

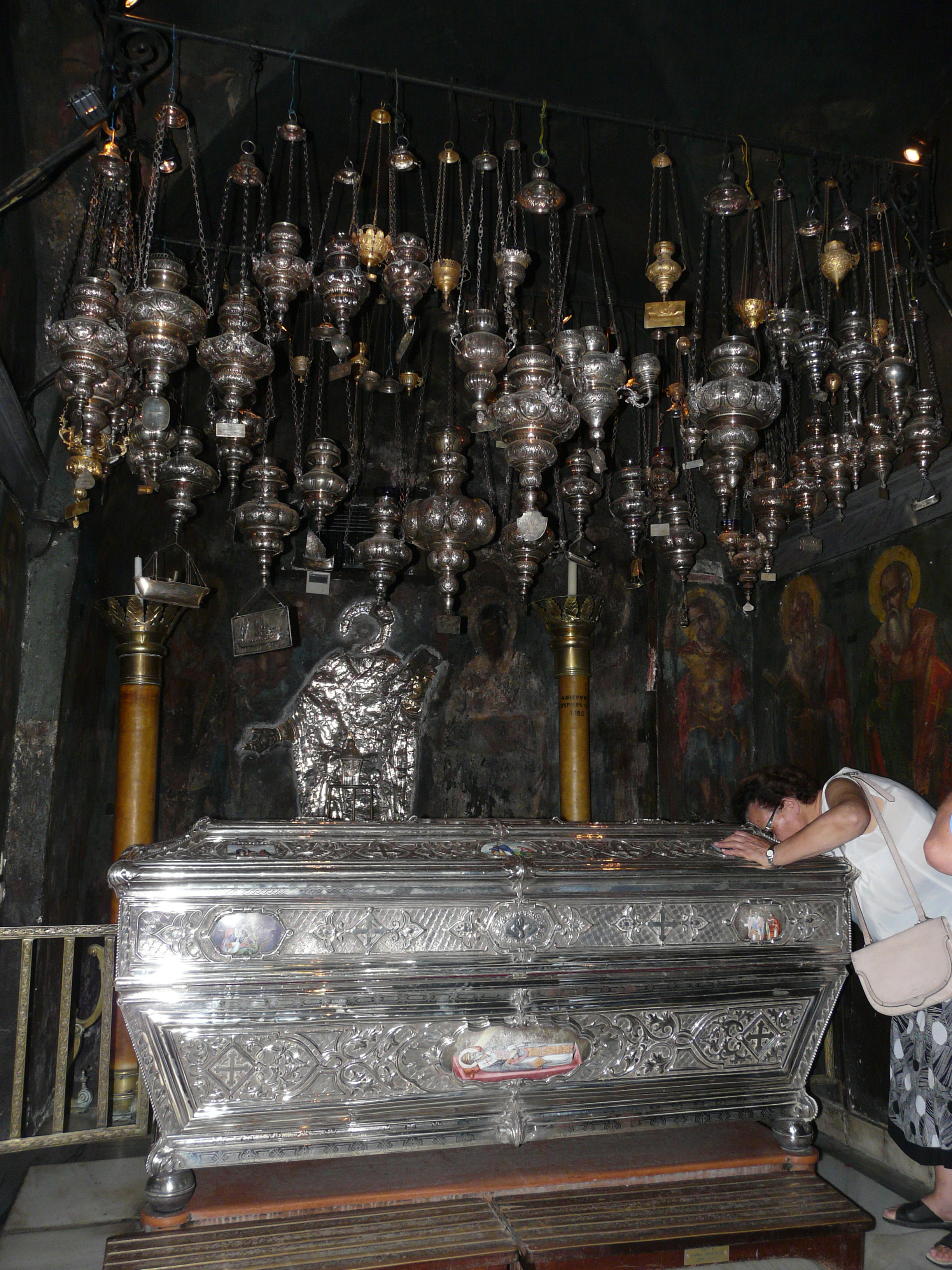
Stříbrný sarkofág sv. Spiridona na Korfu

Byl podle svého přání pohřben v Trimithonu na Kypru, kde mu byla od 4. století prokazována lokální úcta. Jeho podoba je poprvé vyobrazena kolem roku 1000 v byzantském iluminovaném rukopisu Menologia Basileia I. Po arabské invazi na Kypr byly jeho ostatky v 7. století přeneseny do Konstantinopole. Po dobytí Konstantinopole osmanskými Turky byly jeho ostatky roku 1460 odvezeny jednak na ostrov Korfu, a další část do chrámu Santa Maria in Vallicella v Římě. K této události se váže vyobrazení oživlého Spiridona, který stojí v otevřeném sarkofágu a žehná svým věrným. Osvobození Řeků od Turků 11. srpna 1713 bývá také přičítáno zázračnému zásahu sv. Spyridona. Procesí k uctívání světce se každoročně konají na Korfu. 
Za rodinného patrona si Spirydona již v 15. století vybrala šlechtická rodina Tolstých. Ve východních církvích je nazýván divotvorce, neboť se proslavil ještě za svého života mnohými zázraky: uzdravil nemocného císaře Konstantina, vzkřísil z mrtvých syna vdovy, zastavil tok řeky, v době sucha přivolal déšť, viděl věci budoucí a nahlížel do tajin lidských srdcí.

### Svátky
Svátek se slaví 14. prosince, v byzantském kalendáriu 12. prosince. Oslava sv. Spyridona je také součástí řeckého státního svátku samostatnosti 11. srpna.

## Patrocinium
Je patronem ostrova Korfu, patronem sirotků, patronem hrnčířů a spolu se svatým Blažejem patronem chovatelů dobytka (ikona v muzeu v Novgorodě). Po vítězné námořní bitvě u Nafpaktosu = Lepanta roku 1571 byl prohlášen také patronem námořníků.

## Vybrané památky
- Kostel Svatých apoštolů v Trimithonu na Kypru
- Kostel sv. Spiridona ve městě Korfu na ostrově  Korfu; hrobka: stříbrný sarkofág
- Kostel sv. Spiridona v Bukurešti
- Katedrála sv. Spiridona v Terstu (při Canalu Grande) - monumentální novoslohová stavba z roku 1869, sdružuje srbochorvatskou pravoslavnou komunitu.
- Kostel sv. Spyridona v Chicagu[7], (Illinois), USA
- Katedrála sv. Spyridona v Seattlu[8], (Washington (stát)), USA